# Miyoshi (Hiroshima)
Miyoshi (Japans: 三次市, Miyoshi-shi) is een stad in de prefectuur Hiroshima, Japan. 
Op 1 maart 2008 had de stad 58.170 inwoners en een bevolkingsdichtheid van 74,8 inw./km². De oppervlakte van de stad bedraagt 778,19 km².
De stad werd gesticht op 31 maart 1954.

## Fusies
Op 1 april 2004 werden de gemeenten Kisa, Mirasaka, Miwa, Funo, Kimita en Sakugi (uit het district Futami) en de gemeente Kōnu (uit het district Konu) aangehecht bij de stad Miyoshi. Het district Futami verdween door deze fusie.

## Geboren
- Yuichi Hosoda (1984), triatleet